# Lukáš Pollert
Lukáš Pollert (* 24. března 1970 Praha) je český lékař, bývalý komunální politik a bývalý český a československý vodní slalomář, kanoista závodící v kategorii C1.

## Biografie
Pochází ze sportovní a umělecké rodiny Pollertů, jeho pradědečkem byl operní pěvec Emil Pollert, strýc Jaroslav Pollert se také věnoval vodnímu slalomu. Jeho sestrou je herečka Klára Pollertová-Trojanová.
Na mistrovství světa získal v roce 1997 stříbrnou medaili. Z evropských šampionátů si přivezl dvě stříbra (C1 družstva – 1996, 2000) a dva bronzy (C1 – 1998, 2000). V roce 1993 vyhrál celkové pořadí Světového poháru v kategorii C1. Na Letních olympijských hrách 1992 v Barceloně vybojoval zlatou medaili, v Atlantě 1996 získal stříbro. Sportovní kariéru ukončil v roce 2000, aby se mohl věnovat medicíně, kterou vystudoval. Vzbudil kontroverzi ve společnosti, když obě své olympijské medaile prodal za 150 000 Kč, které poté věnoval nadaci Drop In.
Jako lékař pracoval na interně, poté na urgentním příjmu Ústřední vojenské nemocnice. V letech 2010–2015 pracoval ve Fakultní nemocnici v Motole na klinice anesteziologie a resuscitace.
Často se vyjadřuje k veřejnému dění, které komentuje na sociálních sítích a v médiích. Jeho názory bývají často považovány za kontroverzní, někdy i za hranicí etiky či obyčejné elementární slušnosti.
V červenci 2021 mu byla Českým klubem skeptiků Sisyfos udělena anticena Bludný balvan, a to za „výroky, které ovlivňovaly rozhodnutí řady lidí v otázkách řešení SARS-CoV-2 v České republice a zřejmě přispěly k nadúmrtím českých občanů v roce 2020 a 2021“. Umístil se v mimořádné kategorii „bludných coviďáků“, spolu s dalšími českými odborníky či celebritami.
V březnu 2022 ho Bezpečnostní centrum Evropské hodnoty zařadilo mezi „Tragédy týdne“ za to, že na svém twitterovém účtu sdílel článek z dezinformačního serveru AC24.cz, týkající se společnosti Pfizer a množství nežádoucích účinků její vakcíny. V roce 2024 mu Společnost pro obranu svobody projevu udělila cenu za svobodu projevu.
V letech 2002–2010 byl zastupitelem Prahy 6 za ODS, jejímž členem též několik let byl.

## Rodina
S partnerkou Pavlou Škutinovou má šest dětí, tři syny a tři dcery.